# 泉南堂

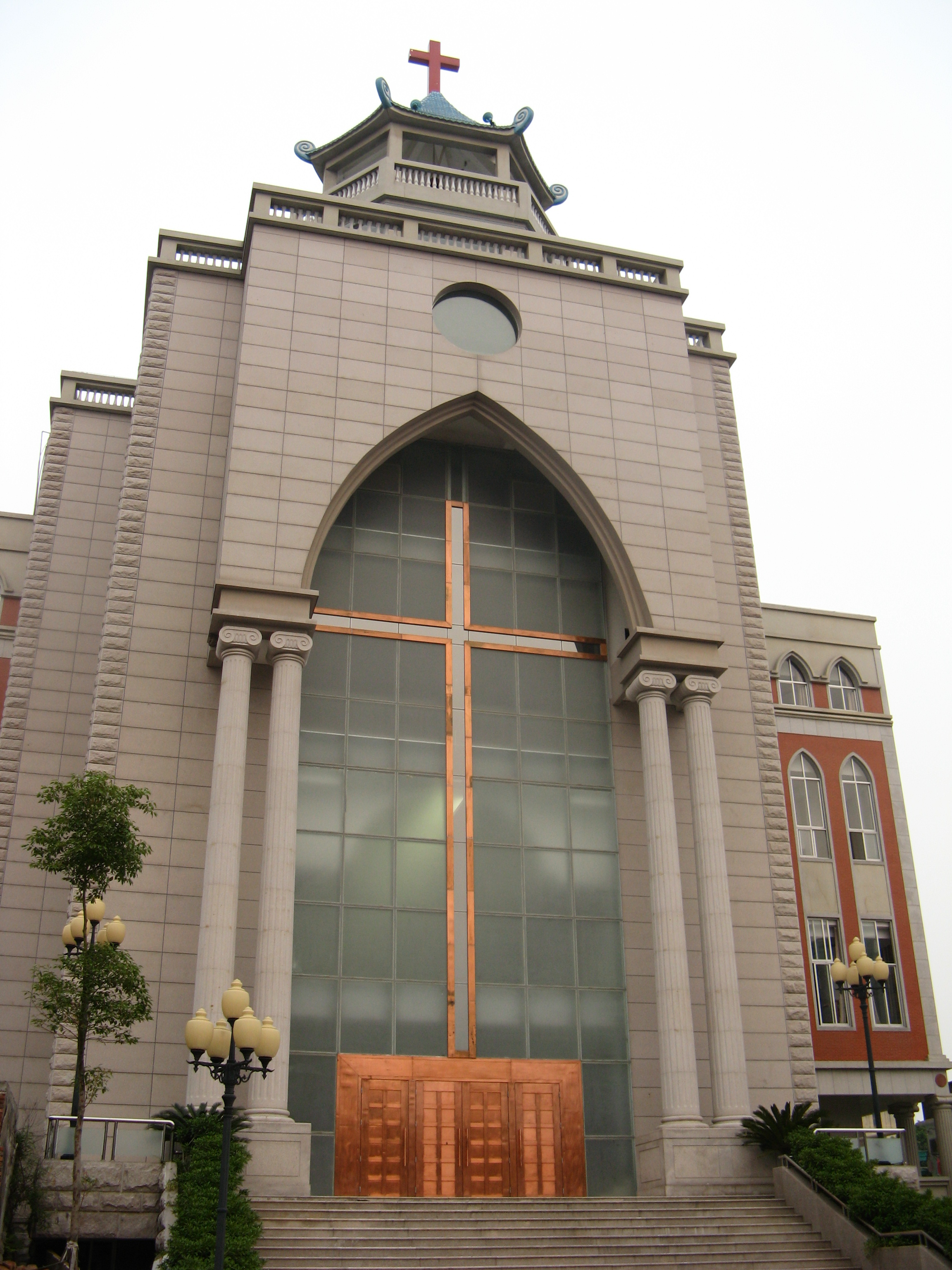
泉南堂

泉南堂位于福建省泉州市鲤城区中山中路374号，是泉州最重要的一座基督教堂。
该堂起源于1863年，由在闽南地区传教的英国长老会创建。占地面积1810平方米。1877年教堂落成，砖木结构。1927年礼拜堂改建为钢盘水泥结构，1949年又增建堂顶钟楼。教堂占地面积约3400平方米，建筑面积近6000平方米。建筑风格为中西结合式，墙体纯白色，可容纳2500左右人聚会。该堂现有信徒3000人左右。 
泉南堂是泉州市区的中心堂（首堂），也是泉州基督教泉西堂、聚宝堂、前店堂、琯头堂、霞美堂、晋江陈埭堂、青阳堂等原“中华基督教会”背景的各堂会的母会。历任牧师有杜嘉德，宣为霖，文高能，陈宣令，吴坝，高萃芳，黄思明，许子逸，张春泉……牧师等，现任主任牧师（会正）苏伟垣牧师，同理牧师：林美璇牧师，林泽伟牧师，林世文牧师。长老：黄德恩长老，陈志忠长老。